# Batalla de Navarro
La Batalla de Navarro (Navarro, provincia de Buenos Aires, 9 de diciembre de 1828) fue un combate de las guerras civiles argentinas entre unitarios y federales, que resultó una victoria de las fuerzas unitarias del general Juan Lavalle sobre las milicias federales bajo el mando del coronel Manuel Dorrego, gobernador legal de la provincia de Buenos Aires, al que aquel había derrocado.

## Antecedentes
Después de la caída de la presidencia de Bernardino Rivadavia, el jefe del partido federal, Manuel Dorrego, fue elegido gobernador de la provincia de Buenos Aires. Pero se vio obligado, por presión del gobierno británico y de los accionistas del Banco de Buenos Aires, a firmar la paz con el Imperio del Brasil, otorgando la independencia a la República Oriental del Uruguay. El partido unitario se oponía activamente a Dorrego, y cuando se firmó la paz unieron a su causa a los jefes militares que habían hecho la guerra al Imperio, indignados por el tratado de paz.
Convencieron al jefe de las fuerzas porteñas, general Juan Lavalle, de unirse a ellos. El 1.º de diciembre de 1828, este derrocó al gobernador. Dorrego se trasladó al interior de la provincia, delegando el mando en el general Juan Ramón Balcarce mientras organizaba el ejército que debía reponerlo en el mando. Pero Balcarce tuvo que rendirse a Lavalle, que ese mismo día se hizo elegir gobernador en una asamblea de sus partidarios en el atrio de una iglesia.
Desde entonces, ambos contendientes se consideraban a sí mismo el gobernador legal, y al otro como un usurpador. Dorrego reunió tropas en el interior de la provincia, sobre todo las fuerzas de milicias rurales al mando del coronel Juan Manuel de Rosas y algunos indios amigos. Lavalle salió a enfrentarlo, por lo que el gobernador legal y Rosas decidieron unir sus fuerzas a las del coronel Ángel Pacheco, en el norte de la provincia.

## Desarrollo
Pero inesperadamente Dorrego cambió de idea y decidió presentar batalla en el pueblo de Navarro. Aunque había elegido el campo de batalla, la rapidez del ataque de Lavalle le dio la ventaja de la sorpresa, a la que se sumaba una muy superior preparación militar de sus fuerzas y un mejor armamento.
Los 600 coraceros de Lavalle atacaron de frente a los 2.000 milicianos gauchos de Dorrego y los pusieron en fuga, dejando en el campo de batalla más de cien muertos.

## Consecuencias
Dorrego se retiró hacia el norte de la provincia, refugiándose en el campamento de Pacheco; pero dos de sus oficiales, Bernardino Escribano y Mariano Acha, se sublevaron contra ellos y arrestaron a Dorrego. Pocos días más tarde, instigado por sus aliados unitarios, Lavalle ordenaba el fusilamiento del gobernador Dorrego en Navarro.
Esta batalla decidió la guerra entre Dorrego y Lavalle, pero al mismo tiempo inició una guerra civil generalizada a todo el país entre unitarios y federales. Ésta dejaría la provincia de Buenos Aires en manos de Rosas y el litoral fluvial controlado por el caudillo federal de la provincia de Santa Fe, Estanislao López. En cuanto a las provincias del interior, tras dos años de dominio del general unitario José María Paz, la guerra concluyó con la victoria federal y el dominio casi absoluto del caudillo Juan Facundo Quiroga.